# 37-es főút (Magyarország)
A 37-es számú főút Felsőzsolcától Sátoraljaújhelyig ér. Hossza 76 km.

## Nyomvonala
Miskolc közelében, Felsőzsolca külterületén a 3-as főútból elágazva a Zemplén déli lábánál halad Sátoraljaújhelyig. Itt a határt keresztezve a szlovák 79 / 553 számú útba csatlakozik. Az érintett településeket átkelési szakasszal keresztezi, Sátoraljaújhely belterületét 2008 óta nem érinti.

## Története
1934-ben a kereskedelem- és közlekedésügyi miniszter 70 846/1934. számú rendelete a teljes hosszában másodrendű főúttá nyilvánította, 34-es útszámozással. A 34-es főút akkori nyomvonala lényegében csak annyiban tért el a mai 37-esétől, hogy Bodrogkeresztúr és Sárospatak között végighaladt az útjába eső települések többségének belterületén, ma pedig elkerüli azokat; a régi nyomvonal ezen a szakaszon a 3801-es útszámozást viseli. A 37-es útszámozást ugyanakkor a Debrecen-Mátészalka-Beregsurány útvonal kapta meg; ezt a második világháború idején, az első és második bécsi döntések utáni időszakban meghosszabbították Beregszász-Munkács-Szolyva érintésével Verebesig.
Egy dátum nélküli, feltehetőleg 1950 körül készült közúthálózati térkép ugyancsak 34-es számozással jelöli. (A 37-es útszám ebben az időben nem volt kiosztva, hiszen a 4-es főút nyomvonalának megváltoztatásával lecsökkent a 3-as kezdőszámjeggyel számozandó úthálózati számtartomány kiterjedése.)
A főút négynyomúsítása (2×2 sáv, köztük biztonsági elválasztósáv kialakításával) Felsőzsolca és Gesztely között befejeződött, 2007. november 30-án adták át az érintett szakaszt.
Gesztely és a 38-as főút között a burkolat megerősítését, kiszélesítését, valamint egy 5 kilométer hosszú előzési sáv kialakítását végezték.  Gesztelynél egy 513 méteres szakaszon ún. zenélő utat alakítottak ki: az Érik a szőlő, hajlik a vessző című népdal hallható.
Folyamatban van még a szerencsi átkelési szakasz felújítása és 2x2 sávosra bővítése, ezenfelül pedig a sátoraljaújhelyi tehermentesítő szakasz. Utóbbinak még csak a közbeszerzési eljárása van kész.[mikor?]

## Települései
- Felsőzsolca-külterület
- Gesztely-külterület
- Hernádkak-külterület
- Szerencs
- Bodrogkisfalud-külterület
- Szegi-külterület
- Szegilong-külterület
- Olaszliszka-külterület
- Vámosújfalu-külterület
- Sárazsadány-külterület
- Bodrogolaszi-külterület
- Sárospatak-külterület
- Sátoraljaújhely